# The Black Eyed Peas Experience
The Black Eyed Peas Experience es un videojuego de música y baile desarrollado y publicado por Ubisoft para Wii y desarrollado por iNiS para la Xbox 360. El juego fue lanzado el 8 de noviembre de 2011 en América y el 10 de noviembre en Europa.

## Jugabilidad

### Wii
La versión de Wii utiliza un estilo de juego muy similar al de la serie Just Dance, en la que los jugadores bailan, El juego utiliza un sistema de puntuación cooperativo. Hay dos modos de juego en esta versión. El primero es "Solo", donde todos los jugadores siguen la rutina coreografiada por un miembro en pantalla de The Black Eyed Peas. El segundo es "Dúo", que está hecho para videos con dos miembros del grupo. Hasta dos jugadores pueden bailar como uno de los dos. En ambos modos, los pictogramas se desplazan de un lado a otro (muy parecido a Just Dance 2).

### Kinect
La jugabilidad de la versión de Kinect es diferente a la de la versión de Wii. Esta versión tiene dos jugadores que crean su avatar con el Kinect. Una vez que se selecciona una canción, se muestra al jugador un movimiento que todos los miembros de The Black Eyed Peas están haciendo, y el jugador tiene que repetirlo durante un cierto período de tiempo. El jugador se puntúa en lo bien que repite el movimiento, El proceso se repite con otros movimientos. La coreografía tiene tres sets de tres movimientos, siendo la última parte de cada set una rutina de tres movimientos. El jugador puede elegir hacer una coreografía completa, donde el objetivo es conseguir una cantidad objetivo de fans a través de dos etapas con la misma coreografía
para despejar la canción.

## Lista de canciones
El juego tiene banda sonora principal de 30 canciones, todas del grupo musical estadounidense The Black Eyed Peas.
| Canción                                     | Álbum                               | Año  | Xbox 360 | Wii |
| ------------------------------------------- | ----------------------------------- | ---- | -------- | --- |
| "Boom Boom Pow"                             | The E.N.D.                          | 2010 | Sí       | Sí  |
| "Cali to New York (feat. De la Soul)"       | Bridging the Gap                    | 2000 | Sí       | No  |
| "Disco Club"                                | Monkey Business                     | 2005 | Sí       | Sí  |
| "Don't Lie"                                 | Monkey Business                     | 2005 | Sí       | Sí  |
| "Don't Phunk with My Heart"                 | Monkey Business                     | 2005 | Sí       | Sí  |
| "Don't Stop the Party"                      | The Beginning                       | 2010 | Sí       | Sí  |
| "Dum Diddly"                                | Monkey Business                     | 2005 | Sí       | Sí  |
| "Everything Wonderful (feat. David Guetta)" | The Beginning: Super Deluxe Edition | 2010 | Sí       | Sí  |
| "Fashion Beats"                             | The Beginning                       | 2010 | Sí       | Sí  |
| "Hey Mama"                                  | Elephunk                            | 2004 | Sí       | Sí  |
| "I Gotta Feeling"                           | The E.N.D.                          | 2009 | Sí       | Sí  |
| "Imma Be"                                   | The E.N.D.                          | 2009 | Sí       | Sí  |
| "Just Can't Get Enough"                     | The Beginning                       | 2010 | Sí       | Sí  |
| "Let's Get It Started "                     | Elephunk                            | 2004 | Sí       | Sí  |
| "Light Up the Night"                        | The Beginning                       | 2010 | Sí       | Sí  |
| "Love You Long Time"                        | The Beginning                       | 2010 | Sí       | No  |
| "Meet Me Halfway"                           | The E.N.D.                          | 2009 | Sí       | Sí  |
| "My Humps"                                  | Monkey Business                     | 2005 | Sí       | Sí  |
| "My Style (feat. Justin Timberlake)"        | Monkey Business                     | 2005 | Sí       | Sí  |
| "Pump It"                                   | Monkey Business                     | 2005 | Sí       | Sí  |
| "Rock That Body"                            | The E.N.D.                          | 2010 | Sí       | Sí  |
| "Shut Up"                                   | Elephunk                            | 2004 | Sí       | Sí  |
| "Showdown"                                  | Elephunk                            | 2004 | Sí       | No  |
| "Smells Like Funk"                          | Elephunk                            | 2004 | Sí       | No  |
| "Someday"                                   | The Beginning                       | 2010 | Sí       | Sí  |
| "Take It Off"                               | The Beginning: Super Deluxe Edition | 2010 | Sí       | Sí  |
| "The Best One Yet (The Boy)"                | The Beginning                       | 2010 | Sí       | Sí  |
| "The Situation"                             | The Beginning                       | 2010 | Sí       | No  |
| "The Time (Dirty Bit)"                      | The Beginning                       | 2005 | Sí       | Sí  |
| "They Don't Want Music (feat. James Brown)" | The Beginning                       | 2010 | Sí       | Sí  |
| "Whenever"                                  | The Beginning                       | 2010 | Sí       | Sí  |